# Hořovice
Hořovice (niem. Horowitz, Horschowitz) − miasto w Czechach, w kraju środkowoczeskim. Według danych z 31 grudnia 2007 powierzchnia miasta wynosiła 955 ha.
Dnia 1 stycznia 2023 roku liczba jego mieszkańców 7 581 osób.

## Demografia
| Rok             | 1970  | 1980  | 1991  | 2001  | 2003  | 2023  |
| --------------- | ----- | ----- | ----- | ----- | ----- | ----- |
| Liczba ludności | 5 675 | 5 619 | 6 395 | 6 374 | 6 431 | 7 581 |

Źródło: Czeski Urząd Statystyczny